# Південно-Східний шлях на Клондайк

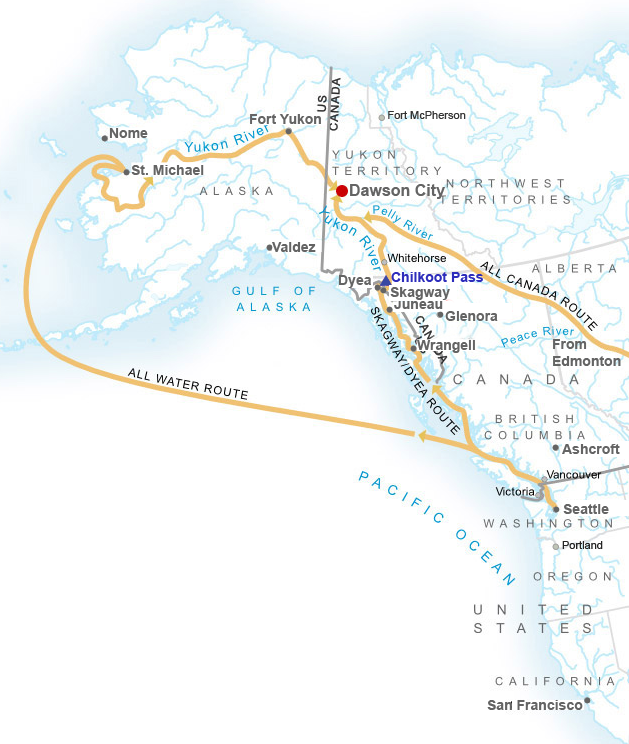
Маршрути на Клондайк

Південно-Східний шлях на Клондайк — один з трьох основних сухопутних шляхів, якими простували старателі, які під час Клондайкської золотої лихоманки намагалися дістатись річки Юкон, Клондайк та Ельдорадо. До Клондайку можна було дістатися від Берингового моря вгору по течії Юкону, вниз по Юкону від його початку або по бічних притоках Юкону. Навігація по Юкону можлива влітку між червнем і листопадом від його дельти аж до міста Вайтгорс вище від Клондайку. Загалом подорож, зважаючи на географію регіону й кліматичні умови, була дуже складною. Гори були складні для переходів, звивисті річки в багатьох місцях непрохідні для човнів, коротке літо досить спекотне, а взимку температура опускалася до -50 °C.
У лютому 1898 року канадський уряд запровадив закон, який дозволяв входити на територію Юкону лише шукачам, що мали річний запас продуктів. Як правило, він важив близько 520 кг. Разом із реманентом вага поклажі становила 900 кг (американська тонна). Звичайно, що ціни на собак і коней нечувано зросли. Навіть слабенький кінь, який у Каліфорнії вартував не більше 50 доларів, у Даї коштував до 700 доларів (19 000 доларів на ціни 2000 року).

## Передумови створення
Відкриття золотих покладів на Юконі трапилося у момент, коли відчувалася гостра нестача запасів золота у всіх розвинутих країнах світу. Тогочасний золотий стандарт прив'язував паперові гроші до наявних золотих запасів. Різке скорочення золотодобування наприкінці 19 століття спричинило пришвидшене зростання ціни золота у порівнянні з паперовими грошима, що сприяло вилученню золота з обігу. Це викликало паніку 1893 року й 1896 років. На фоні економічної депресії ширилися безробіття і фінансова невпевненість.
15 липня 1897 з Аляски прибув перший пароплав до Сан-Франциско, а через два дні інший пароплав прибув до Сіетла. Газети писали, що новоспечені багатії привезли на двох суднах золота на 1 139 тис. доларів США (на 2010 рік це відповідало майже одному мільярду доларів), але пізніше стверджувалося, що це ще занижена вартість золота. Звістка про золоті копальні на Клондайку сколихнула все населення Північної Америки. Майже мільйон людей виявили намір поїхати на північ за золотом, але в дорогу змогли вирушити близько 100 тисяч. Більшість повернулися з півдороги назад — до Клондайку дісталося близько 30-40 тисяч шукачів.
Від Сіетла або Сан-Франциско шукачі могли дістатися до Доусон-Сіті морем. До форту Сент-Майкл (колишня російська колонія на Алясці) потрібно було проплисти 4000 км морем і далі по річці Юкон ще 2700 км. Цей шлях називали «дорогою багатіїв», оскільки квитки на судна були недешеві для пересічного американця — початкова ціна становила 150 доларів, а ближче до зими — вже до 1000 доларів. Попитом користувалися риболовецькі катери, старі пароплави з гребними колесами, вугільні баржі. Усі кораблі перевантажувались понад міру, тому декілька з них по дорозі до Аляски затонуло.
Дешевшим шляхом був сухопутний. Основних доріг, якими пересувались старателі, було три:
- Південно-Східний шлях;
- Канадський шлях;
- Американський шлях.

## Південно-Східний шлях
Більшість золотошукачів вдавалися до подорожі кораблем до портових міст Скагвей або Даї (Аляска), які розташовані над каналом Лінн на західному узбережжі Аляски, потім — пішки 53 км по Чилкутському шляху, долали Береговий хребет та прямували або Чилкутським перевалом (англ. Chilkoot Pass), або перевалом Вайт до озера Беннет або озера Ліндман, які знаходилися вже в провінції Британська Колумбія. Далі — на човнах і плотах до самого Клондайку.

### Від Скагвей до перевалу Вайт
Кораблі, що приходили до Скагвей, через мілини змушені були ставати на якір за 1,6 км від берега. На плоти і баржі скидалися всі продукти і реманент, частина поклажі розбивалася, падала у воду, або просто зникала в загальному безладі, що панував на березі. Плоти допливали до берега, наскільки було можливо, потім вантаж перекладався на вози, що заїжджали у воду, і вивозився подалі на берег. Найбільш розважливі і далекоглядні шукачі об'єднувалися в групи, щоб спільно перевозити і пильнувати своє майно. Прикрою несподіванкою для майбутніх старателів стали припливи, які сягали 9 метрів. Багато хто позбувся всього майна, якщо не встиг вчасно перенести його подалі від води.

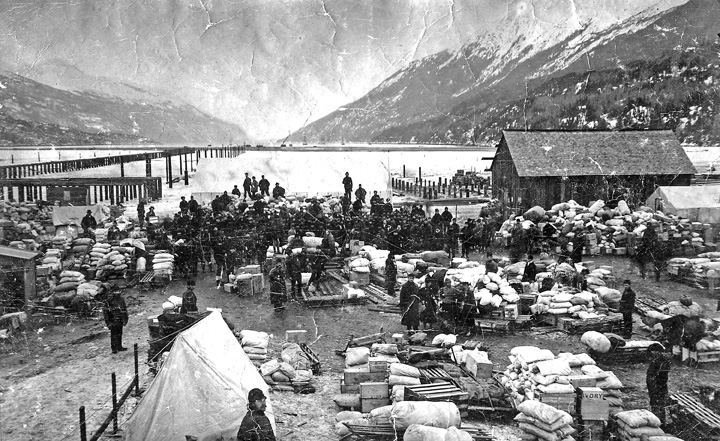
На березі Даї, березень 1898

До всього додавалися клопоти з митним оформлення вантажу. Це коштувало 10 доларів в день за рахунок подорожнього. Ті, хто закупився у США, повинні були платити мито вже на канадській території. Митні правила створювали дивні казуси. Коні, закуплені в Канаді і привезені до Скагвей, не могли використовуватися, як тягова сила на території США. Потрібно було заплатити $30 мита, щоб завантажити на них поклажу. Якщо ж мито не оплачувати, то навіть сіно для коней чоловіки мусили нести на собі аж до кордону з Канадою, а коні мусили йти порожняком.
Маршрут до перевалу Вайт на початку був нескладний, але далі стежка в деяких місцях звужувалася до 0,6 м, проходила через валуни і гостре каміння. Для коней це була непосильна дорога, але їх не шкодували і використовували без відпочинку до останнього, тому що всі поспішали потрапити в Клондайк до зими. Частина коней, яких купили майбутні старателі, взагалі не були приручені, або ніколи перед тим не використовувалися для подібної роботи. Крім того, лише незначна кількість старателів мала певні навички поводження з тваринами. Більшість коней страждали від неправильної упряжі чи кріплення вантажів. З трьох тисяч коней, що були привезені в Скагвей, майже всі загинули по дорозі до перевалу. Один із майбутніх старателів написав у листі до товаришів: «Кожен привезений до Даї кінь може вважатися мертвим». Ущелина, що знаходиться за 5 км до перевалу, отримала тоді назву Ущелина Мертвих Коней. Понад п'ять тисяч людей спробували дістатися до перевалу Вайт восени 1897 року. Лише невелика частина з них змогла до вересня пройти весь шлях до озера, коли маршрут через осіннє бездоріжжя став непрохідний. Ті, хто не встиг, зрозуміли, що до зими на Клондайк вони не потраплять і їх чекає зимівля в наметах і хижах. Багато з них почали розпродувати своє майно, щоб купити квитки на зворотню дорогу.
На той час, отримавши тривожні повідомлення з Доусон-Сіті про загрозу голоду, Північно-Західна поліція (нині: Королівська канадська кінна поліція) встановила нові правила перетину канадського кордону на Юконі. Кожен повинен був мати продуктів на рік — 520 кг. Разом із необхідним реманентом загальна поклажа становила близько 900 кг. На Юконі не було магазинів і складів, все потрібно було брати з собою, навіть цвяхи. Уся поклажа розпаковувалася у клунки по 30 кг (скільки міг дорослий винести за раз на перевал). Ті, хто переносив свої речі сам, змушений був принаймні 30 раз вертатися за своїми речами. Фізично сильному чоловіку потрібно було майже три місяці щоденної праці, щоб перенести свої речі через перевал до озера Беннет. За цей час він проходив 4 000 км.

### Від Даї до перевалу Чилкут
64°3′25″ пн. ш. 139°26′10″ зх. д. / 64.05694° пн. ш. 139.43611° зх. д.

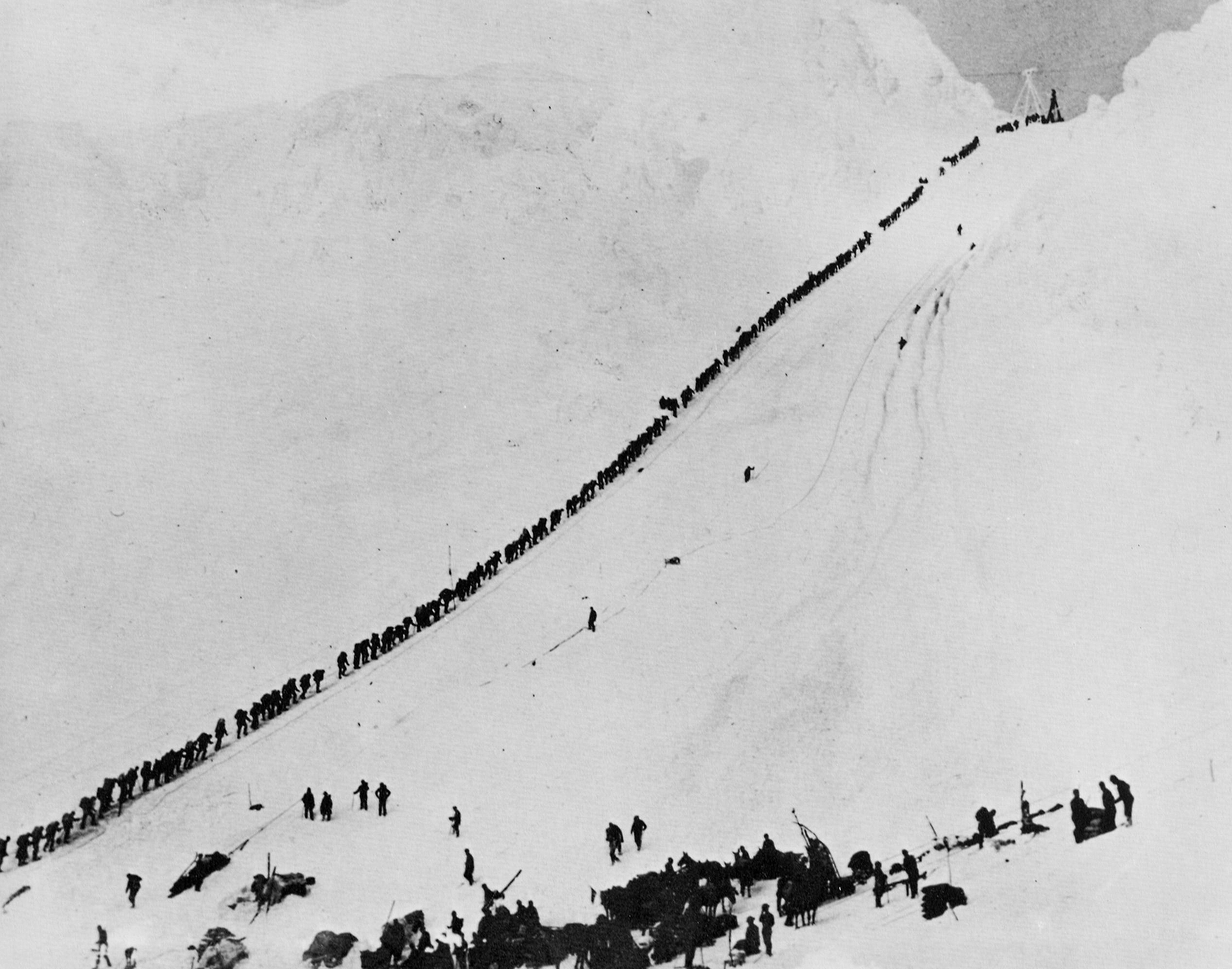
На підйомі до Чилкутського перевалу, 1898

Шукачі, які висадилися біля селища Даї, 5 км північніше від Скагвей, ішли 10 км вздовж річки Даї і далі звертали на Чилкутську стежку, яка вела через Чилкутський перевал до озера Ліндман, яке сполучалося з озером Беннет. Чилкутський перевал був на 180 м вищий за Вайт, і, хоч і видавався важчим, насправді виявився легшим, ніж перевал Вайт. Ним скористалося найбільше шукачів — близько 22 тисяч. Маршрут, після спочатку пологого підйому, переходив у дуже крутий, і вже перед самим перевалом підйом становив 35 градусів. На такому схилі навіть собак доводилося нести на спині. Рівна ділянка перед останнім, найкрутішим, підйомом називалася Вагою, бо на ній наново переважували поклажу перед канадським прикордонним постом. Холод, крутий підйом і вантаж на спині робили сходження дуже важким, дорога до вершини висотою всього 300 м тривала цілий день.
Відразу знайшлося достатньо кмітливих людей, які почали заробляти гроші не на золоті, а на самих золотошукачах. Вони протягували канати, щоб легше було підійматися вгору, вирубували у льоді сходинки, які називали «Золоті Сходи». Наприкінці 1897 року навіть був споруджений перший канатний підйомник для вантажів на кінній тязі. У травні 1898 вже працювало п'ять підйомників з паровими двигунами, вони витягували наверх щохвилини візки вагою 137 кг. За все це потрібно було платити. Там же ціла група шахраїв встановлювала намети вздовж стежок, пропонувала перепочити і зіграти в азартні ігри.
1898 року було споруджено чотири підвісні канатні дороги до Чилкутського перевалу, серед них — перша у світі електрична канатна дорога, довжиною 730 м. Чилкутський перевал діяв до 1898 року. У вересні 1897 по ньому пройшовся потужний сель, зносячи на своєму шляху намети шукачів. Тоді загинуло троє людей. У квітні 1898 року, після кількох тижнів снігопаду, пронеслася снігова лавина «Вербна неділя» (англ. «Palm Sunday Avalanche»). Вона забрала з собою більше 60 життів. Наприкінці цього ж року почала діяти залізниця через перевал Вайт. Чилкутський перевал відразу спорожнів, канатні дороги почали розбирати на металобрухт, а Даї перетворилося на місто-привид.

### Від перевалів до Доусон-Сіті

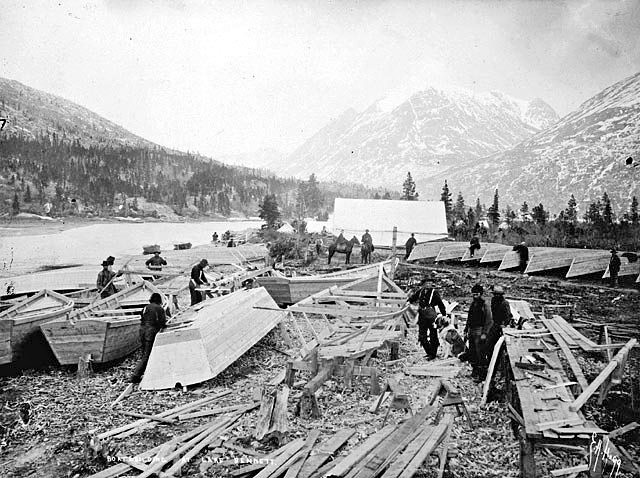
Спорудження човнів на березі озера Беннет, 1898

Від перевалів Вайт і Чилкутського дорога до озера йшла донизу, тому перехід вже не був таким виснажливим. За доброї погоди старателі кріпили до санок саморобні вітрила, щоб полегшити собі і тваринам роботу. На озерах Беннет і Ліндман старателі розкладали намети і відразу приступали до будівництва плотів і човнів, які навесні доправили б їх вниз по Юкону до Доусон-Сіті. За кілька зимових місяців біля озер був вирубаний майже весь ліс і споруджено 7 124 саморобних суден різних форм, розмірів, конструкцій і ступеня надійності. Перші човни і плоти відплили наприкінці травня 1898 року, як тільки скресла крига.
На річці шукачі зустрілися з новими перешкодами і випробуваннями — до Вайтгорсу течія була небезпечна, з кількома швидкими перепадами. Після того, як багато човнів розбилися і півтори сотні людей потонуло в холодних бурхливих водах, Північно-Західна Кінна Поліція встановила правила безпеки, прискіпливо перевіряючи всі судна і забороняючи жінкам і дітям знаходитися в них при проходженні перепадів. Вони повинні були берегом обходити небезпечні водні маршрути. Також встановлювались додаткові правила: кожне судно з людьми повинно було мати ліцензованого лоцмана, який коштував 25 доларів за один перехід. Багато старателів, щоб зекономити, вивантажували човни і полишали їх плисти порожніми через перепади, стараючись потім піймати їх нижче по течії. Протягом літа Норман Макаулей побудував кінну канатну тягу для човнів. За тих же 25 доларів він перетягував човни через каньйон в обхід перепадів.

## Південно-Східний шлях сьогодні

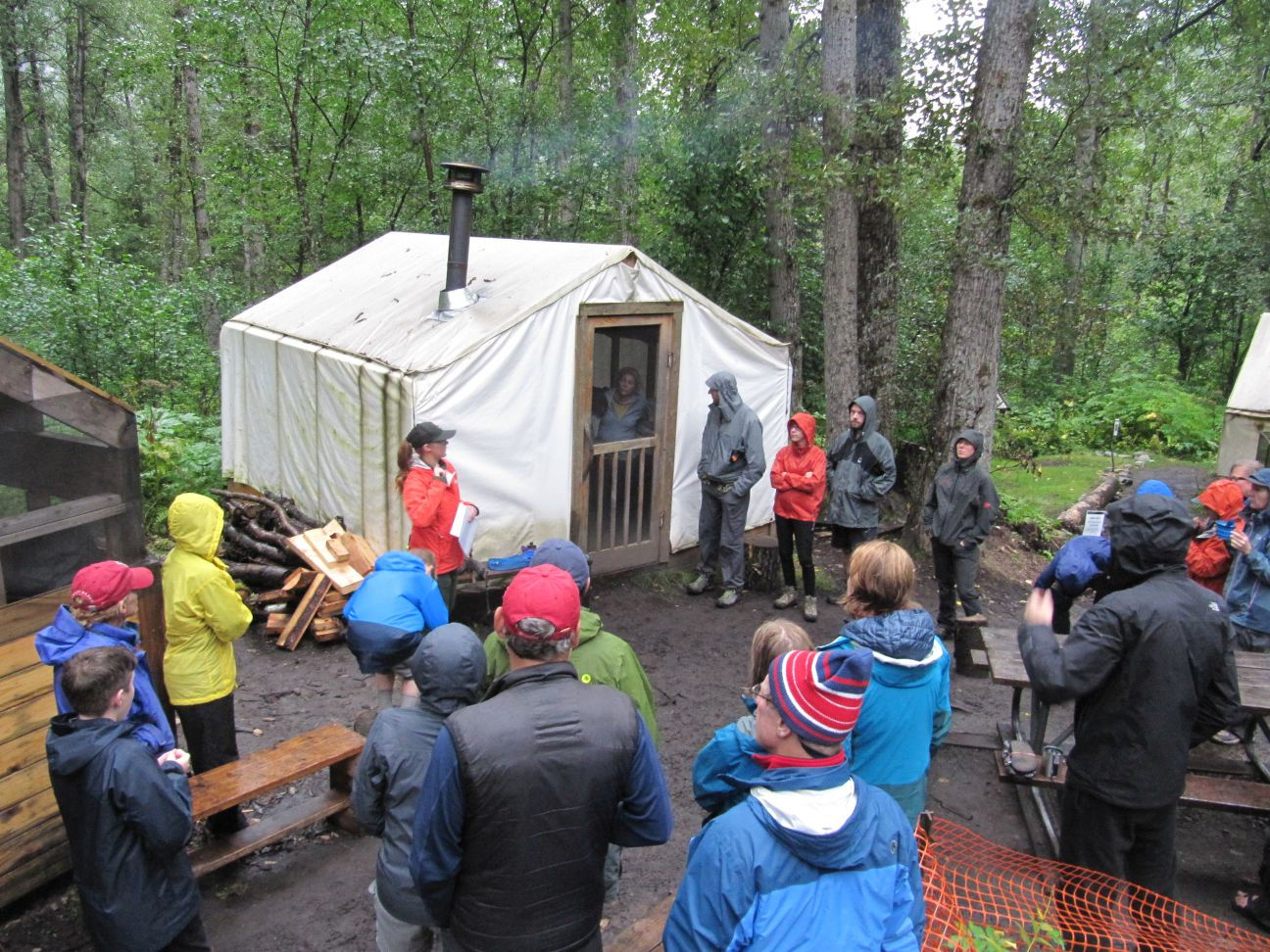
Туристи на Овечому Кемпі. До Чилкутського перевалу — 3 км. Це останні дерева перед перевалом. 2016

Сьогодні є багато охочих повторити маршрути старателів через Чилкутський перевал і перевал Вайт. Любителі екстремального туризму обирають шлях через Даї і Чилкутський перевал. Служба національних парків США видає лише обмежену кількість дозволів на цей піший перехід — не більше 50 на день. Наразі він обладнаний дерев'яними настилами через заболочені місця, мостами через річки, усі стежки розмічені, на дев'яти привалах влаштовані платформи для наметів, є туалети. Маршрути постійно доглядаються і контролюються американським і канадським персоналами. Правила на маршруті досить жорсткі — не дозволяється залишати після себе сміття, рубати дерева і збирати хмиз, розпалювати відкритий вогонь, розкладати намети поза виділеними місцями, полювати на звірів. Як правило, всі туристи беруть компактні газові плитки для приготування їжі. Усе ж маршрут не є легким для непідготовлених туристів. Їх чекають мінлива погода, круті підйоми, комарі, ведмеді, трапляються і снігові лавини. Любителі комфортного туризму користаються вузькоколійною залізницею від Скагвей до Каркроссу і далі комфортабельними автобусами до Вайтгорс. Майже всі туристи назад повертаються поїздом. Окремі вагони були виділені після численних скарг пасажирів на бруд і неприємний запах від туристів-екстремалів.